# Max Epstein (Schriftsteller)
Max Epstein (* 9. März 1874 in Königshütte; † 9. Mai 1948 in London) war ein deutscher Theateranwalt, Schriftsteller und Theaterleiter.

## Leben
Max Epstein war ein Sohn des Kaufmanns Jacob Epstein (* 1848 Reichthal; † 1911 Wilmersdorf)  und der Selma Friedmann (* 1852 Gleiwitz; † 1921 Berlin-Wilmersdorf). 1896 trat er vom Judentum zum Protestantismus über. Er besuchte das Gymnasium zum Grauen Kloster in Berlin, studierte von 1893 bis 1896 Jura in Berlin und machte 1897 das Zweite Staatsexamen. Im selben Jahr wurde er mit der Dissertation Der Landesverrat in historischer, dogmatischer und rechtvergleichender Darstellung promoviert und arbeitete als Gerichtsassessor.  
1909 heiratete er in Berlin Margarete Hoffmann (* 1886, Berlin), die Tochter des angesehenen jüdischen Maßschneiders Hermann Hoffmann.
Der promovierte Jurist und Universitätsprofessor unterhielt ein Anwaltsbüro in Berlin. Vom Vater übernahm er ein Geschäft der Garderobenverpachtung für fast alle Berliner Theater. Epstein war Gründer und seit 1913 Eigentümer und Leiter des Deutschen Künstlertheaters in Berlin-Tiergarten. Er war auch an anderen Bühnen und deren Produktionen finanziell beteiligt. Ihn faszinierte das Theater, und er interessierte sich für die ökonomischen Gesichtspunkte von Theaterproduktionen. Seine Enthüllungen finanzieller Theaterskandale brachten ihm viele Feinde ein. 
Epstein schrieb Lyrik, Romane und eine Reihe Bühnenwerke; die Theaterstücke sind zum Teil verschollen. Außerdem arbeitete er als Autor für Die Weltbühne und war von 1919 bis 1921 und 1925 bis 1930 Herausgeber der literarischen Wochenzeitschrift Das Blaue Heft (zuvor: Freie Deutsche Bühne). Die Villa Epstein in der Douglasstraße 15 in Berlin-Grunewald ließ Max Epstein 1922–25 vom Architekten Oskar Kaufmann bauen. Epstein war unter anderem mit Herbert Eulenberg, Giacomo Puccini Claire Waldoff, Käthe Dorsch, Elisabeth Bergner und Siegfried Jacobsohn befreundet. 
Obwohl inzwischen zum evangelischen Glauben übergetreten, wurde er als Jude gemäß der Nürnberger Gesetze 1935 zwangsenteignet, erhielt Berufsverbot und wurde gezwungen nach London zu emigrieren. Dort schrieb er an seinen Lebenserinnerungen. Seine Frau nahm sich im Mai 1939 in Berlin das Leben.

## Werke (Auswahl)
- Mit Lieb bei Sang und Klang. Gedichte. Dresden : Pierson, 1893
- Hilfsbuch für die 1. juristische Prüfung auf Grund der neuen Lehrpläne, Breslau : Schletter, 1898
- Das Theater als Geschäft, Charlottenburg 1911 (Neuauflage Berlin 1996). Digitalisiert von: Zentral- und Landesbibliothek Berlin, 2018 urn:nbn:de:kobv:109-1-15334653
- Theater und Volkswirtschaft, Berlin 1914
- Max Reinhardt, Berlin 1918
- Kritik der reinen Vernunft. Immanuel Kant – In deutschen Stanzen, Berlin 1923
- Das Geschäft als Theater, Berlin 1927
- Man spielt Theater. Roman hinter den Kulissen, Wien 1932
- Is Stupidity curable? London, 1945